# Moscheen und islamische Gebetsräume in Österreich

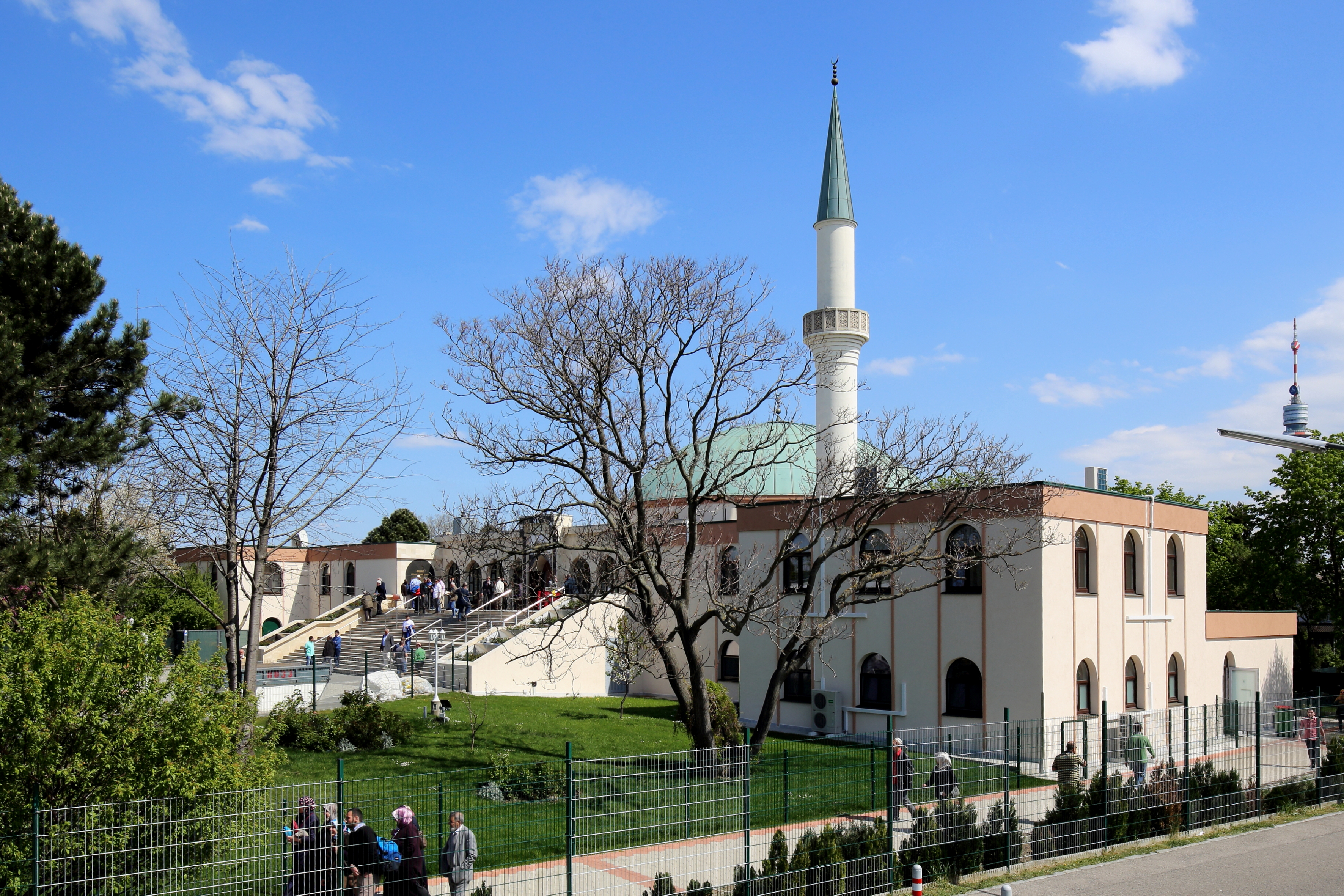
Das Islamische Zentrum in Wien

In Österreich gab es im Jahr 2017 mehr als 400 islamische Gebetsräume und Moscheen.

## Geschichte
Mit dem Islamgesetz von 1912 wurde der Islam in Österreich als Religionsgesellschaft anerkannt. Damals gehörte das muslimische Bosnien-Herzegowina zur österreichisch-ungarischen Monarchie, und dieses sehr österreichfreundliche Land sollte voll integriert werden. Seit dieser Zeit stehen der Religionsgemeinschaft alle Rechte öffentlicher Religionsausübung zu, insbesondere die des Betriebes eigener öffentlicher Gebetshäuser (private Religionsfreiheit besteht seit 1781).
Die Rechtsstellung der Muslime in Österreich ist einzigartig in Europa. Als Zentrum der österreichisch-ungarischen Monarchie stand Österreich über viele Jahre in engem Kontakt mit der muslimischen Bevölkerung auf dem Balkan. Ein Gesetz aus dem Jahr 1867 garantierte die Achtung aller Religionen in der österreichisch-ungarischen Monarchie und gab den Muslimen das Recht, eine Moschee zu errichten und ihre Religion auszuüben. Einige Muslime hatten gute Positionen im öffentlichen Dienst besetzt, die erste Moschee in Wien wurde bereits 1887 mit Hilfe der Regierung gebaut, damit muslimische Soldaten diese Moschee nutzen konnten.
Die älteste Moschee in Österreich ist das Islamische Zentrum im 21. Wiener Gemeindebezirk Floridsdorf. Die Moschee wurde zwischen 1975 und 1979 errichtet und mit Geldmitteln des damaligen Königs von Saudi-Arabien, Faisal ibn Abd al-Aziz, finanziert. Das Grundstück war 1968 von Vertretern von acht islamischen Staaten angekauft worden. Die Kuppel der Moschee verfügt über einen Durchmesser von 20 Metern, das Minarett ist 32 Meter hoch.
Der erste größere Neubau im übrigen Österreich war die Eyüp-Sultan-Moschee in Telfs, Tirol (1998).
Eine weitere Moschee wurde am 24. Oktober 2009 in Bad Vöslau eröffnet, die Hacı Bayram Moschee. Eine vierte größere Moschee ist seit 2012 in Graz in Bau (Islamisches Kulturzentrum Graz).

## Zur Abgrenzung Moschee und Gebetsraum
Die Islamische Glaubensgemeinschaft in Österreich (IGGiÖ) selbst unterscheidet zwischen Moschee und Gebetsraum: Insgesamt führt die IGGiÖ gut 200 registrierte Gebetsräume (Stand Ende 2014). Bei diesen handelt es sich überwiegend um einfache Räumlichkeiten, die in Wohnungen oder ehemaligen Lager- bzw. Fabrikhallen untergebracht wurden. Im Gegensatz zu Gebetsräumen müssen Moscheen schon als solche gebaut werden und können nicht durch Neuwidmung eines Gebäudes entstehen. Zudem muss eine Moschee zu den Gebetszeiten geöffnet sein. Moscheen sind insgesamt dem christlichen Gemeindezentrum vergleichbar, also umfassendere Komplexe aus Gebetssaal und Nebenräumen, und dienen als „Ort der Zusammenkunft, der Versammlung und des gemeinschaftlichen Gebets, als vielseitige Begegnungsstätte und als soziales, kulturelles, theologisch-pädagogisches und religiöses Zentrum“.

## Rezeption
Seit Mitte der 2000er wird der Bau von Moscheen auf politischer Ebene verstärkt diskutiert. Da die islamischen Religionsgesellschaften seit den 1970ern zahlreiche Versammlungszentren begründet hatten, und der Bau und Betrieb von Moscheen an sich als anerkannte Religion verfassungsgemäß zustehendes Recht, reduzierte sich die Diskussion primär auf das Erscheinungsbild von Neubauten und auf die nachträgliche Kennzeichnung bestehender Versammlungszentren mit Minaretten (Minarettstreit). Seit 2003 gibt es in Saalfelden, im Salzburger Pinzgau, beim Selimiye-Gebetshaus ein acht Meter hohes Minarett. Dazu gab es, weil die Gemeinde dort gut integriert ist, und das Bauwerk im Ortsbild unauffallend, keinerlei öffentliche Erregung. Überregional wahrgenommene Dispute gab es dann aber 2005 um das Minarett in Telfs.
FPÖ und BZÖ forderten mehrfach ein Verbot des Baus von Moscheen und Minaretten. Die Kärntner Landesregierung beschloss im Februar 2008 die Schaffung einer eigenen Ortsbildpflege-Sonderkommission, um den Bau von Moscheen in Kärnten zu verhindern. 
Gemeinsam mit der ÖVP beschlossen FPÖ und BZÖ in Kärnten und Vorarlberg Gesetze zur baurechtlichen Aufsicht über islamische Sakralbauten. SPÖ und Grüne treten generell gegen derartige Verbote auf. 

### Tirol

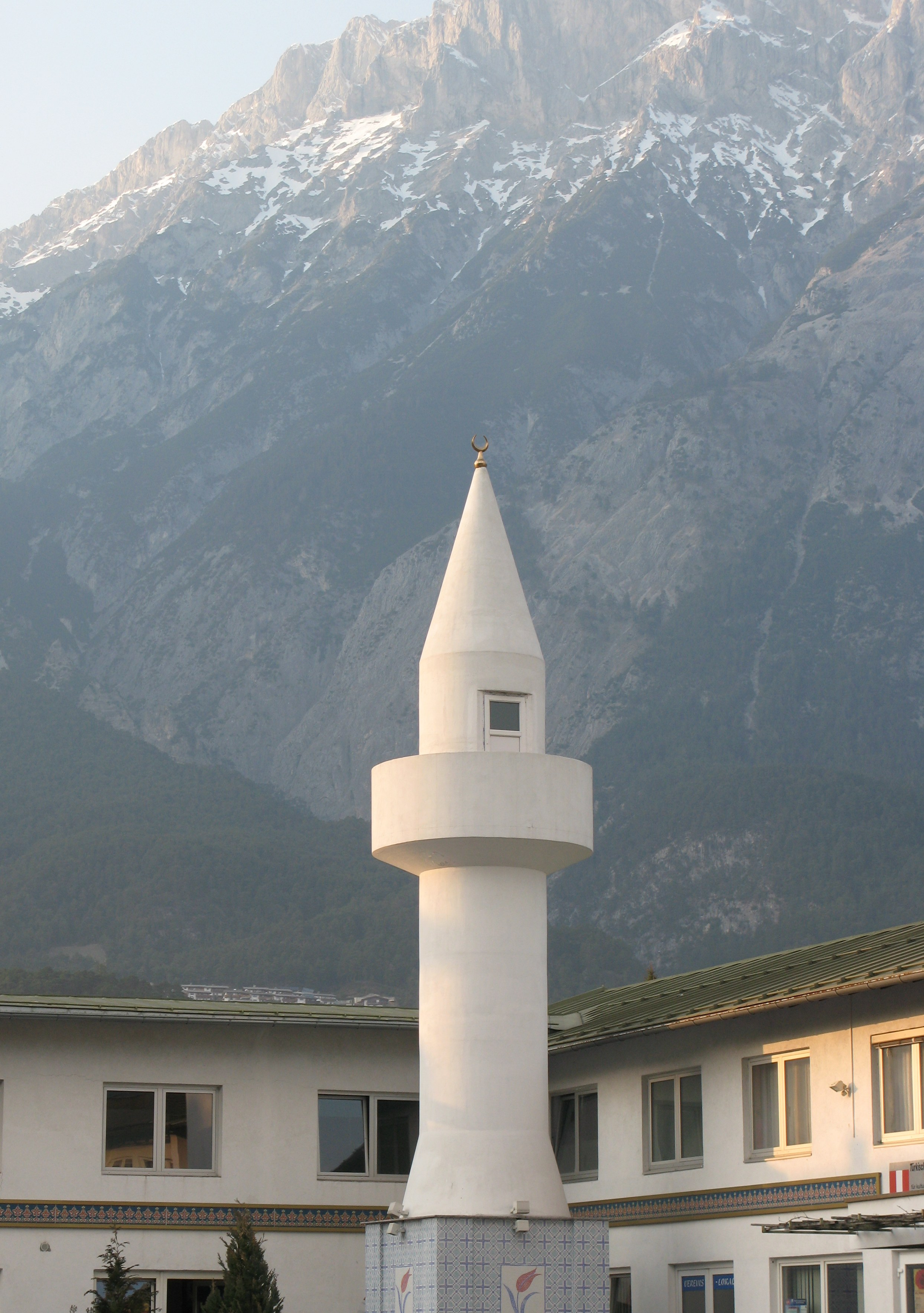
Das Minarett der Moschee in Telfs

Schon 2005 gab es einen örtlich kontrovers diskutierter Antrag auf Bau einer Moschee in Telfs.
Die dortige Moscheegemeinde baute 2006 an eine bereits seit 1998 bestehende Moschee ein Minarett an. Gegen die ursprünglichen Pläne eines 20 Meter hohen Minaretts sammelten Gegner des Baus 2.500 Unterschriften, worauf Bürgermeister Stefan Opperer die Errichtung des Minaretts unter der Auflage eines Beschallungsverbots genehmigte. Die Höhe des Minaretts wurde auf 15 Meter reduziert.

### Kärnten
Im August 2007 kündigte der Kärntner Landeshauptmann Jörg Haider (BZÖ) an, Moscheen und Minarette in Kärnten als Störung des Ortsbildes zu deklarieren und deren Bau mittels Sonderwidmungen zu verhindern. Die Maßnahme begründete Haider mit dem „Kampf gegen den radikalen Islamismus und dem Schutz unserer westlich geprägten Leitkultur.“ Eine Gesetzesinitiative des BZÖ im September 2007 für ein Bauverbot von Moscheen und Minaretten scheiterte zunächst, woraufhin Haider eine Volksbefragung zu diesem Thema androhte. Der Kärntner Landtag beauftragte die Landesregierung mit den Stimmen von BZÖ, ÖVP und FPÖ und gegen die Stimmen von SPÖ und Grünen, einen Gesetzesvorschlag zum Bauverbot von Moscheen und Minaretten vorzulegen. Das dementsprechende Gesetz wurde am 12. Februar 2008 von BZÖ und ÖVP gegen die Stimmen der SPÖ in der Landesregierung verabschiedet. Um nicht gegen die verfassungsrechtlich festgelegte Religionsfreiheit zu verstoßen, wurde jedoch kein direktes Bauverbot für Minarette und Moscheen beschlossen. Vielmehr soll der Bau von Moscheen durch die Schaffung einer Ortsbildpflege-Sonderkommission verhindert werden. Diese Ortsbildpflege-Sonderkommission soll überprüfen, ob sich außergewöhnliche Bauvorhaben „in das gewachsene Ortsbild einfügen“. Ein von der Ortsbildpflege-Sonderkommission vorgelegte Gutachten ist für den betroffenen Gemeindevorstand als erste Bauinstanz bindend. Falls die Gemeinde sich über den Kommissionsentscheid hinwegsetzt, gelangt die Materie in die Kompetenz des Landes, die Letztentscheidung obliegt dem Verwaltungsgerichtshof.

### Vorarlberg
Die Kärntner Diskussionen wie auch insbesondere der seit 2007 geführte Schweizer Minarettstreit, mit dem durch Volksabstimmung 2009 (Volksinitiative «Gegen den Bau von Minaretten») in der Verfassung verankerten Bauverbot für Minarette, wirkte sich auch auf Vorarlberg aus. Im August 2007 stand Landeshauptmann Herbert Sausgruber (ÖVP) dem Bau von Minaretten zwar „mit einer gewissen Skepsis“ gegenüber, hielt jedoch ein allgemeines Bauverbot für inkorrekt und verfassungsrechtlich undurchführbar. In der Folge forderten FPÖ und BZÖ die Durchsetzung eines Moscheenbauverbots in Vorarlberg, das BZÖ gründete hierzu eine eigene Bürgerinitiative. Hinzu kam die Diskussion über eine in Bludenz geplante Moschee mit Minarett. Schließlich sprach sich auch Landeshauptmann Sausgruber für eine Verschärfung des Raumplanungsgesetzes aus, um derartige Bauvorhaben nur im Einvernehmen mit den Gemeinden errichten zu können. Am 25. Februar 2008 legte die ÖVP-FPÖ Landesregierung schließlich einen Gesetzesentwurf vor, der den Bau von Minaretten neu regeln sollte. Hierzu sollte die neue Widmungskategorie „publikumswirksame Veranstaltungsstätten“ geschaffen werden, die für Moscheen, Minarette, Kirchen, Diskotheken, Kinos und ähnliche Gebäude in bebautem Gebiet gilt. Wer derartige Bauten errichten will, benötigt eine Sonderwidmung der Gemeindevertretung. Dem Land obliegt es in der Folge festzulegen, dass bestimmte Vorhaben im Hinblick auf das Ortsbild von einem Amtssachverständigen begutachtet werden müssen. Das Land erhält somit bei lokalen Bauvorhaben ein Mitspracherecht. Anfang April 2008 wurde vom Vorarlberger Landtag schließlich ein Gesetz verabschiedet, das „Anlagen für Kultuszwecke“ sowie den Bau „publikumsintensiver Veranstaltungsstätten“ unter ein Sonderwidmungsrecht stellt. Das Gesetz soll Moscheebauten mit Minarett verhindern, ohne das Grundrecht auf Religionsfreiheit in der Verfassung zu verletzen. Im August desselben Jahres wurde bekannt, dass der Verein ATIB, der bislang als Antragsteller für den Moscheebau in Bludenz aufgetreten war, von den Plänen zum Bau eines Minarettes Abstand genommen hatte.

### Wien

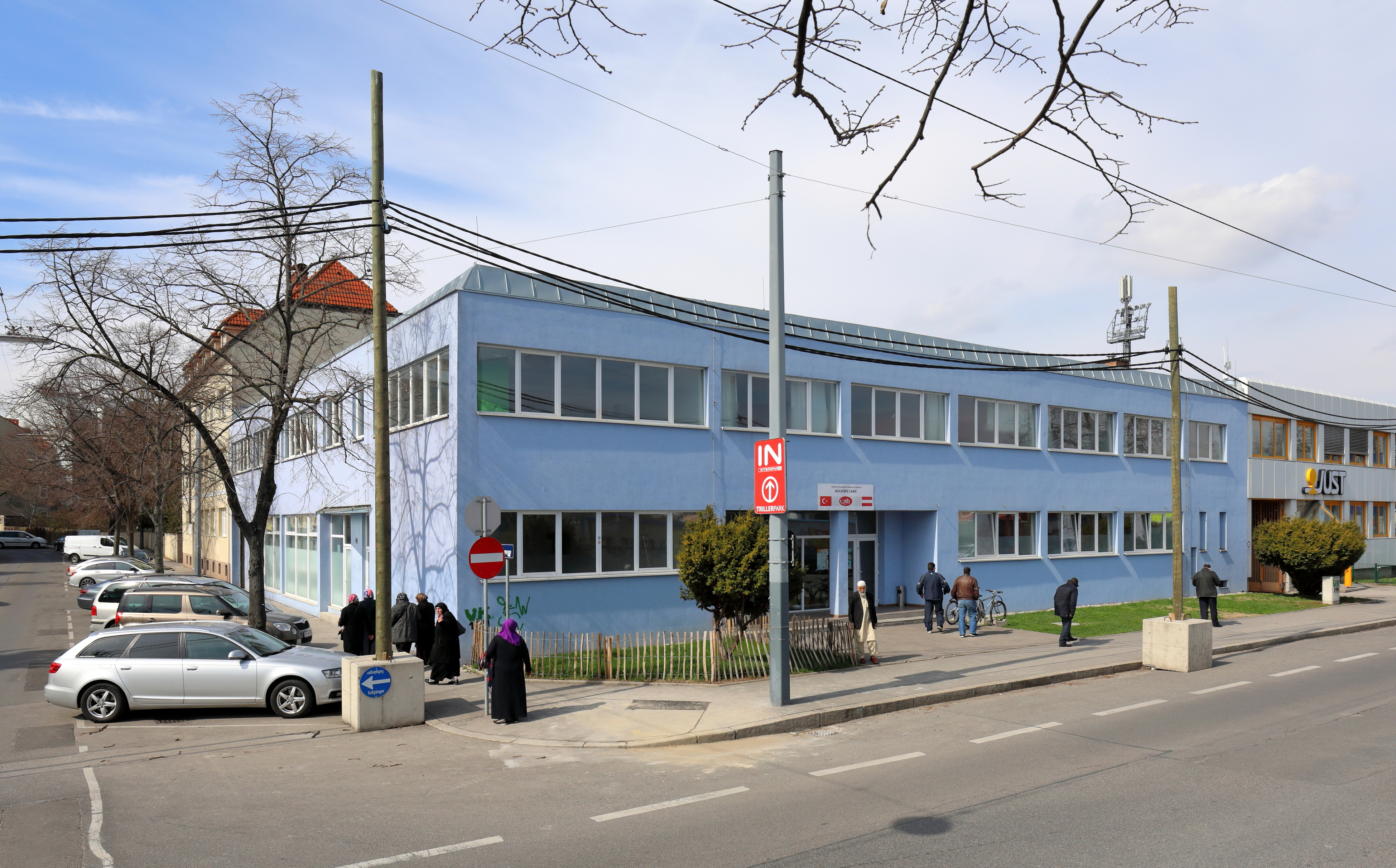
Türkisches Kulturzentrum „Rappgasse“ in Wien-Floridsdorf der ATIB Union

Probleme gibt es um das Islamische Zentrum in der Dammstraße in Brigittenau, das seit 2013 von der Türkisch-islamische Union für kulturelle und soziale Zusammenarbeit in Österreich (Atib) errichtet wird. Hier gibt es eine Bürgerinitiative Moschee ade, die seit Jahren gegen den Ausbau des Zentrums kämpft.

### Haltung der Katholischen Kirche
Kardinal Christoph Schönborn sprach sich im März 2008 klar gegen Bauverbote für Moscheen aus, da er in den Bauten keinerlei Probleme erkennen könne. Der ehemalige Vorarlberger Bischof Elmar Fischer bezeichnete den Bau von Moscheen mit Minaretten in Österreich hingegen als „Provokation“, die eine krasse Gefährdung des sozialen Friedens darstellen würden. Nach Ansicht Fischers müssten sich Zuwanderer zuerst in einem höheren Ausmaß integrieren, bevor die Gesellschaft den Bau von Moscheen akzeptieren könne. Sein Vorgänger, der St. Pöltner Bischof Klaus Küng, unterstützte Fischer in seinem Anliegen. Laut Küng sollten Muslime auf den Bau von Moscheen verzichten, solange Kirchenbauten in islamischen Ländern verboten seien.